# Hrabstwo Burt

Piramida wieku hrabstwa

Hrabstwo Burt (ang. Burt County) – hrabstwo w stanie Nebraska w Stanach Zjednoczonych. W roku 2010 liczba mieszkańców wyniosła 6858. Stolicą i największym miastem jest Tekamah.

## Geografia
Całkowita powierzchnia wynosi 1287,4 km² z czego woda stanowi 14,2 km².

### Miejscowości
- Lyons
- Oakland
- Tekamah

### Wieś
- Craig
- Decatur

### Sąsiednie hrabstwa
- Hrabstwo Thurston - północ
- Hrabstwo Monona (Iowa) - północny wschód
- Hrabstwo Harrison (Iowa) - południowy wschód
- Hrabstwo Washington - południe
- Hrabstwo Dodge -południowy zachód
- Hrabstwo Cuming - zachód